# Billie Whitelaw
Billie Honor Whitelaw, CBE (* 6. Juni 1932 in Coventry, England; † 21. Dezember 2014 in London), war eine britische Schauspielerin.

## Leben
Whitelaw wuchs in Thornton auf und besuchte die Grammar School in Bradford. Im Anschluss studierte sie Schauspiel an der Royal Academy of Dramatic Art und hatte 1950 ihr Theaterdebüt. Nach ersten Rollen im britischen Fernsehen 1952 hatte sie im Jahr darauf ihr Spielfilmdebüt in einer kleinen Nebenrolle. Sie hatte in den darauf folgenden Jahren stetige Engagements in Film und Fernsehen und wurde 1961 erstmals für den Britischen Filmpreis nominiert. 1969 erhielt sie den Preis gleich zweifach, für Albert Finneys Charlie Bubbles – ein erfolgreicher Blindgänger von 1967 sowie für den Horrorfilm Teufelskreis Y von 1968. In den 1970er Jahren spielte sie in international erfolgreichen Produktionen wie Alfred Hitchcocks Frenzy und Das Omen. Zuletzt war sie in Hot Fuzz – Zwei abgewichste Profis zu sehen. Samuel Beckett, mit dem sie von 1963 bis zu seinem Tod 1989 eng zusammengearbeitet hatte, nannte sie seine Lieblingsschauspielerin. 1991 wurde sie zum Commander of the British Empire ernannt.
Whitelaw war zweimal verheiratet. Die erste Ehe mit dem Schauspieler Peter Vaughan wurde 1966 geschieden; ihr zweiter Mann, der Drehbuchautor Robert Muller, starb 1998. Whitelaw starb im Dezember 2014 im Alter von 82 Jahren in einem Altersheim im Londoner Stadtteil Hampstead.

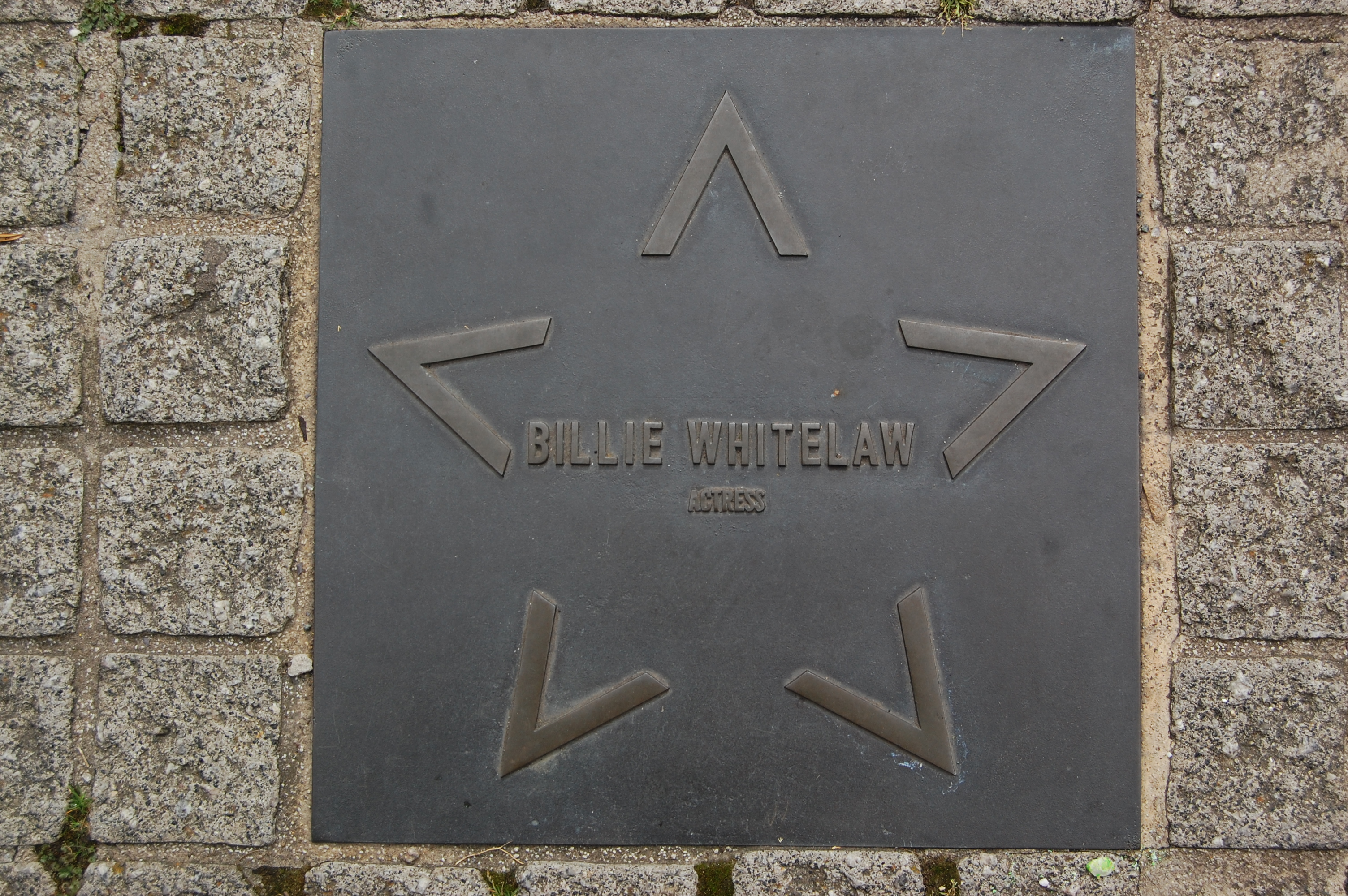
Coventry Walk of Fame

## Filmografie

### Filme
- 1952: Without the Prince (Fernsehfilm)
- 1953: Der Fälscher (The Fake)
- 1954: Der schlafende Tiger (The Sleeping Tiger)
- 1954: Companions in Crime
- 1955: Room in the House
- 1955: Othello (Fernsehfilm)
- 1956: Without Love (Fernsehfilm)
- 1957: Eine Braut in jeder Straße (Miracle in Soho)
- 1957: Small Hotel
- 1957: Chefinspektor Gideon (Gideon’s Day)
- 1958: You’re a Long Time Dead (Fernsehfilm)
- 1958: Carve Her Name with Pride
- 1958: This Day in Fear (Fernsehfilm)
- 1959: Breakout
- 1959: Bobbikins
- 1960: Der Arzt und die Teufel (The Flesh and the Fiends)
- 1960: Hetzjagd (Hell Is a City)
- 1960: Ein Nerz an der Angel (Make Mine Mink)
- 1961: Schmutziges Geld (Payroll)
- 1961: Und morgen alles (No Love for Johnnie)
- 1961: Mr. Topaze
- 1962: Im Namen des Teufels (The Devil’s Agent)
- 1964: Die Karriere des Chick B. (The Comedy Man)
- 1967: Ein erfolgreicher Blindgänger (Charlie Bubbles)
- 1968: Die seltsame Geschichte von Dr. Jekyll und Mr. Hyde (The Strange Case of Dr. Jekyll and Mr. Hyde, Fernsehfilm)
- 1968: Teufelskreis Y (Twisted Nerve)
- 1969: The Adding Machine
- 1970: Die Französische Revolution fand nicht statt (Start the Revolution Without Me)
- 1970: Leo, der Letzte (Leo the Last)
- 1971: Auf leisen Sohlen (Gumshoe)
- 1972: Ein gewisser General Bonaparte (Eagle in a Cage)
- 1972: Poet Game (Fernsehfilm)
- 1972: Frenzy
- 1973: Die Nacht der tausend Augen (Night Watch)
- 1973: Not I (Kurzfilm)
- 1976: Das Omen (The Omen)
- 1977: Ghost Trio (Kurzfilm)
- 1977: …but the clouds … (Kurzfilm)
- 1977: Eustace and Hilda (Fernsehfilm)
- 1978: Der kleine Schornsteinfeger auf dem Meeresgrund (The Water Babies)
- 1978: Leopard in the Snow
- 1980: Eine Geschichte zweier Städte (A Tale of Two Cities, Fernsehfilm)
- 1982: An Unsuitable Job for a Woman
- 1982: Der dunkle Kristall (The Dark Crystal)
- 1983: Jamaica Inn (Fernsehfilm)
- 1983: Der gnadenlose Schatten (Slayground)
- 1984: Ein Umzug kommt selten allein (The Chain)
- 1984: Camille (Fernsehfilm)
- 1985: Operation Tanger (Tangiers)
- 1985: Shadey
- 1985: Mörder-Elite (Murder Elite)
- 1987: Maurice
- 1987: Der geheime Garten (The Secret Garden, Fernsehfilm)
- 1988: Joyriders
- 1988: The Dressmaker
- 1989: 15 Straßen zum Glück (The Fifteen Streets, Fernsehfilm)
- 1990: Die Krays (The Krays)
- 1990: Lorna Doone (Fernsehfilm)
- 1991: Duell der Leidenschaften (Duel of Hearts, Fernsehfilm)
- 1991: Der Mörder mit den Silberflügeln (A Murder of Quality, Fernsehfilm)
- 1992: Künstliche Schwestern (The Cloning of Joanna May, Fernsehfilm)
- 1992: Freddie, der Superfrosch (Freddie as F.R.O.7., Stimme)
- 1994: Deadly Advice – Ein mörderischer Spaß (Deadly Advice)
- 1996: Jane Eyre
- 1998: Merlin (Zweiteiler)
- 1999: Shooting the Past (Fernsehfilm)
- 1999: The Lost Son
- 2000: Die legendären blonden Bombshells (The Last of the Blonde Bombshells, Fernsehfilm)
- 2000: Quills – Macht der Besessenheit (Quills)
- 2007: Hot Fuzz – Zwei abgewichste Profis (Hot Fuzz)

### Fernsehserien
- 1952: The Secret Garden (sieben Folgen)
- 1953: The Pattern of Marriage (vier Folgen)
- 1954: Douglas Fairbanks, Jr., Presents (eine Folge)
- 1955: Terminus (eine Folge)
- 1955: Dixon of Dock Green (sechs Folgen)
- 1955: Lilli Palmer Theatre (eine Folge)
- 1956: Tales from Soho (zwei Folgen)
- 1956–1971: Armchair Theatre (11 Folgen)
- 1957: My Pal Bob (vier Folgen)
- 1957: Robin Hood (eine Folge)
- 1957, 1959: BBC Sunday-Night Theatre (zwei Folgen)
- 1957, 1960: ITV Play of the Week (zwei Folgen)
- 1957–1961: ITV Television Playhouse (drei Folgen)
- 1958–1959: Time Out for Peggy (24 Folgen)
- 1960: BBC Sunday-Night Play (eine Folge)
- 1960: Armchair Mystery Theatre (eine Folge)
- 1961: Kraft Mystery Theater (eine Folge)
- 1961: Stryker of the Yard (eine Folge)
- 1963: Espionage (eine Folge)
- 1963: First Night (eine Folge)
- 1964: Festival (eine Folge)
- 1966: Thirty-Minute Theatre (eine Folge)
- 1966: Knock on Any Door (eine Folge)
- 1966: Love Story (eine Folge)
- 1967: Sir Arthur Conan Doyle (eine Folge)
- 1969: Jackanory (fünf Folgen)
- 1970: Wicked Women (eine Folge)
- 1970: ITV Saturday Night Theatre (eine Folge)
- 1972: The Sextet (acht Folgen)
- 1973: Wessex Tales (Miniserie, eine Folge)
- 1974: Napoleon and Love (Miniserie, acht Folgen)
- 1974: Whodunnit? (eine Folge)
- 1976: Mondbasis Alpha 1 (Space: 1999, eine Folge)
- 1977: Supernatural (Miniserie, zwei Folgen)
- 1977–1978: The Lively Arts (zwei Folgen)
- 1979: Oresteia (Miniserie, eine Folge)
- 1981: Private Schulz (vier Folgen)
- 1981: BBC2 Playhouse (eine Folge)
- 1987: Imaginary Friends (Miniserie, drei Folgen)
- 1989, 1994: Screen Two (zwei Folgen)
- 1992–1994: Firm Friends (acht Folgen)
- 1993: Performance (eine Folge)
- 1997: Born to Run (sechs Folgen)
- 1998, 2000: The Canterbury Tales (zwei Folgen)
- 2000: A Dinner of Herbs (Miniserie, vier Folgen)
- 2002: Judge John Deed (eine Folge)

## Auszeichnungen
- 1961: Nominierung für den British Film Academy Award für Hetzjagd
- 1969: Society of Film and Television Arts Award für Charlie Bubbles – ein erfolgreicher Blindgänger
- 1969: Society of Film and Television Arts Award für Teufelskreis Y
- 1973: Society of Film and Television Arts Award für The Sextett
- 1974:Nominierung für den Society of Film and Television Arts Award für Wessex Tales: The Withered Arm
- 1977: BAFTA-Nominierung für Das Omen
- 1991: BAFTA-Nominierung für Die Krays